# Wazin
Wazin (en árabe: وزن‎) es una localidad del oeste de Libia, en el Distrito de Nalut, que sirve de paso fronterizo hacia Túnez. Ubicada 360 km al oeste de Trípoli, poseía en 2010 unos 8.629 habitantes.

## Lugares históricos

### Las ruinas de Gasr Wazin
La ciudad es la sede de Gasr Wazin, que fue construido en 860AH. Cuenta con 360 habitaciones distribuidas en 4 plantas. El edificio tiene forma rectangular con una cisterna para almacenar agua en el medio. Se utiliza como granero y como fortaleza. El Gasr está rodeado por el casco antiguo de Wazin, cuyos edificios son principalmente yeso y mampostería. Una red de túneles especial está reservado para las mujeres y se utiliza para viajar por todo el casco antiguo.

## Galería de imágenes

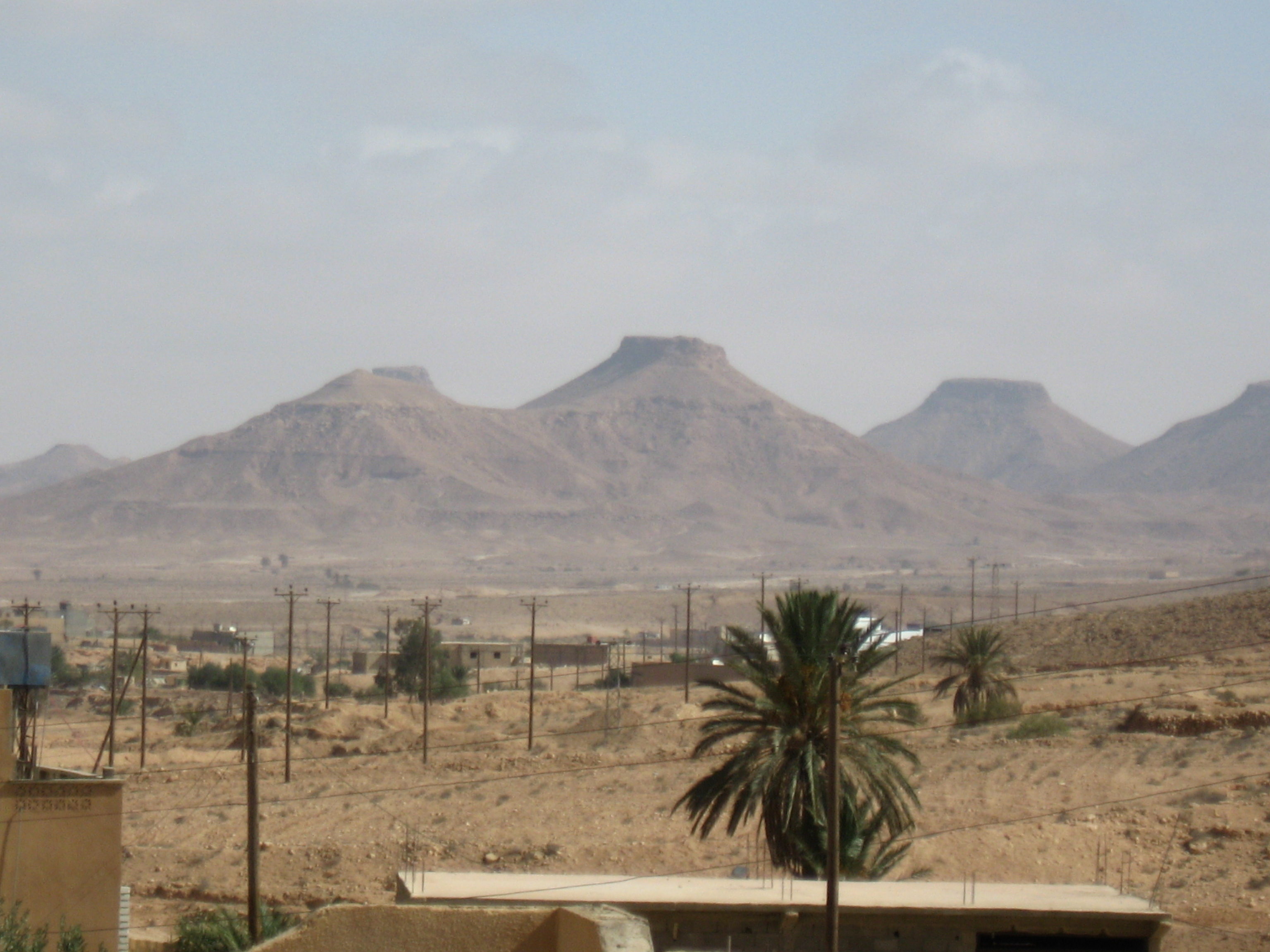
Montañas cerca de Wazzin
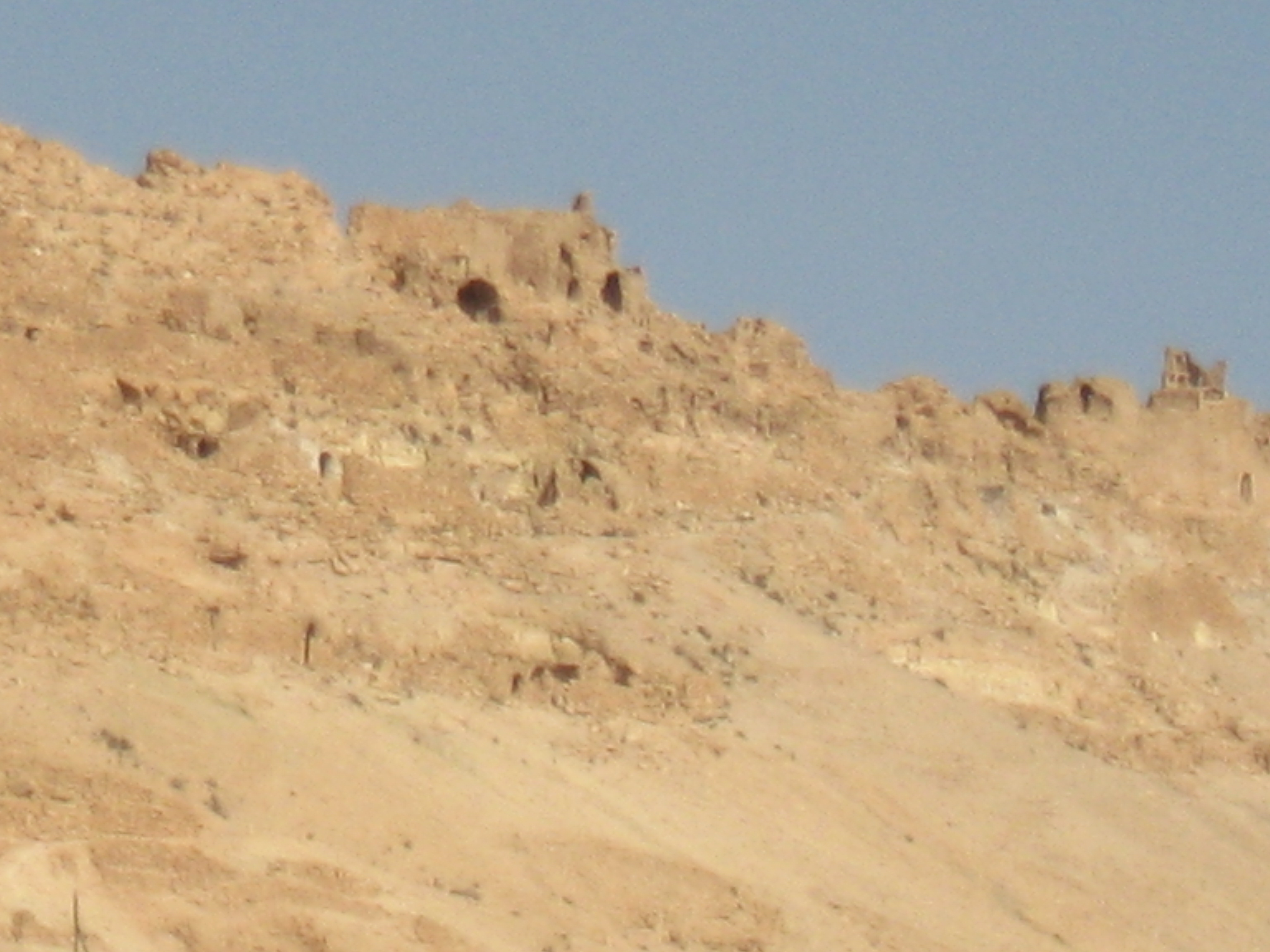
Ruinas de Gasr Wazin